# Dark Energy Survey
Pour les articles homonymes, voir DES.
Le Dark Energy Survey (acronyme : DES) est un programme international de relevé optique et proche-infrarouge cherchant à cartographier des centaines de millions de galaxies dans le but de mieux comprendre la nature de l'énergie noire.
De 2013 à 2019 il a utilisé le télescope Víctor M. Blanco, un télescope Ritchey-Chrétien à monture équatoriale et au miroir primaire de 4 mètres de diamètre, situé à l'observatoire interaméricain du Cerro Tololo (CTIO) au Chili et a permis de préparer le programme de relevé du projet DESI. 
Le télescope est équipé de la DECam (pour Dark Energy Camera) à son foyer principal, une caméra contenant 62 capteurs d'images avec une définition de 520 mégapixels. 

## Objectifs scientifiques
Le DES analyse la structure à grande échelle de l'univers à l'aide de quatre différents indices : les supernovae de type Ia (pour révéler l'histoire de l'expansion de l'univers), les oscillations acoustiques baryoniques (pour révéler la distribution des galaxies à travers le ciel), la distribution des amas de galaxies et l'utilisation de lentille gravitationnelle faible (pour élucider des questions sur la formation de structures à grande échelle et pour déterminer la quantité de matière dans l'univers).

## La caméra DECam

### Construction
La construction de la caméra débuta en 2008 et fut terminée en 2011. En premier lieu, le détecteur fut assemblé et testé au Silicon Detector Facility (SiDet), une installation faisant partie de Fermilab. Peu après, la caméra fut déménagée et installée à son endroit final au CTIO entre 2010 et septembre 2012. Les premières images officielles furent prises le 12 septembre 2012.

### Spécificités
La caméra est construite à l'aide de 62 capteurs d'images CCD avec une définition individuelle de 2048×4096 pixels pour une définition totale de 520 mégapixels. Elle contient aussi 5 lentilles, la plus grosse faisant près d'un mètre de diamètre et pèse 176 kilogrammes. 

### DELVE
DELVE est un sous-projet du DES, signifiant DECam Local Volume Exploration survey, qui se concentre sur le Volume local, une zone définie par une distance de moins de 11 Mpc autour de la Voie lactée. Lancé en 2021, il combine l'exploitation des données antérieures collectées par la DECam avec de nouvelles observations, pour couvrir environ 15000 degrés carrés du ciel austral. Il se concentre sur l'inventaire et l'étude de galaxies naines de faible éclat, satellites de la Voie lactée et autour des Nuages de Magellan,.  

## Découvertes
Le Centre des planètes mineures le crédite de la découverte de 9 astéroïdes numérotés, effectuée entre 2012 et 2014, sous les noms Dark Energy Survey (6) et DECam (3).
| (451657) 2012 WD36  | 19 novembre 2012  |
| (471954) 2013 RM98  | 8 septembre 2013  |
| (472262) 2014 QN441 | 18 août 2014      |
| (483002) 2014 QS441 | 19 août 2014      |
| (491767) 2012 VU113 | 15 novembre 2012  |
| (491768) 2012 VV113 | 15 novembre 2012  |
| (495189) 2012 VR113 | 28 septembre 2012 |
| (495190) 2012 VS113 | 12 novembre 2012  |
| (495297) 2013 TJ159 | 13 octobre 2013   |